# Новосретенское сельское поселение
Се́льское поселе́ние «Новосретенское» (бур. Шэнэ Сретенын hомон) — муниципальное образование в Бичурском районе Бурятии Российской Федерации.
Административный центр — село Новосретенка.

## История
Статус и границы сельского поселения установлены Законом Республики Бурятия от 31 декабря 2004 года № 985-III «Об установлении границ, образовании и наделении статусом муниципальных образований в Республике Бурятия»

## Население
| 2002 | 2011  | 2012 | 2013 | 2014 | 2015 | 2016 |
| ---- | ----- | ---- | ---- | ---- | ---- | ---- |
| 1241 | ↘1026 | ↘990 | ↘979 | ↘956 | ↘939 | ↘907 |
| 2017 | 2018  | 2019 | 2020 | 2021 | 2023 | 2024 |
| ↘890 | ↘844  | ↘811 | ↘794 | ↘730 | ↘714 | ↘663 |

## Состав сельского поселения
| № | Населённый пункт | Тип населённого пункта       | Население |
| - | ---------------- | ---------------------------- | --------- |
| 1 | Гутай            | улус                         | ↗209      |
| 2 | Мотня            | село                         | ↘239      |
| 3 | Новосретенка     | село, административный центр | ↘573      |